# Československý válečný kříž 1914–1918
Československý válečný kříž 1914–1918 je československé vojenské vyznamenání, které bylo udělováno jak vojákům československých revolučních vojsk, tak i praporům a korouhvím československých revolučních vojsk z první světové války a účastníkům bojů na Slovensku v letech 1918 až 1919.

## Zřízení
Vyznamenání bylo zřízeno dekretem prozatímní Československé republiky v Paříži 7. listopadu 1918. Udělování bylo ukončeno 15. března 1939. Autorem výtvarného návrhu byl francouzský sochař Antoine Bourdelle.

## Podmínky udělení
Vyznamenání bylo udělované vojákům československých revolučních vojsk za osobní statečnost před nepřítelem a jiné záslužné bojové činy. Byl udělován i jednotkám československých revolučních vojsk z první světové války, jenž byly předmětem pochvalné zmínky v rozkaze.
Dále bylo vyznamenání udělované vojákům spojeneckých armád, kteří bojovali po boku československých vojsk. Výjimečně mohl být udělen i osobám, které přispěly vynikajícím způsobem k osvobození Československa v první světové válce a nepatřily do řad československých ani spojeneckých vojsk.
V roce 1919 bylo vyznamenání udělované za bojové vystoupení na Slovensku.

## Držitelé
Mimo jednotlivců bylo vyznamenání uděleno také městům, např. francouzské obci Vandy či jugoslávskému hlavnímu městu Bělehrad.

## Vzhled
Kříž je bronzový a skládá se ze čtyř vzájemně prolínajících se kruhů, na kterých jsou znaky Čech, Slovenska, Moravy a Slezska. Na rubové straně se na všech kruzích nacházejí lipové trojlístky a v jejich středu se vše překrývají plastické iniciály CS.
Stuha je červená se svislými bílými proužky. Na ní se mohou nacházet stylizované lipové lístky, lipové ratolesti či stříbrné nebo zlaté hvězdičky:
- kovová lipová ratolest za pochvalu jednotky v rozkazu armády
- kovový lipový lístek za pochvalu jednotky v rozkazu armádního sboru či divize
- stříbrná hvězdička za individuální pochvalu v rozkazu armády
- bronzová hvězdička za individuální pochvalu v rozkazu divize
- zlatá či stříbrná hvězdička za boje na Slovensku

| Stužky | Stužky              | Stužky            | Stužky                  | Stužky                 | Stužky               |
| ------ | ------------------- | ----------------- | ----------------------- | ---------------------- | -------------------- |
| Čistá  | S lipovou ratolestí | S lipovým lístkem | Se stříbrnou hvězdičkou | S bronzovou hvězdičkou | Se zlatou hvězdičkou |

Existují také originální pozlacené exempláře čs. válečného kříže, kterými byly v roce 1928 dekorovány ostatky neznámých vojínů zemí Dohody.